# Chetogena aegyptiaca
Chetogena aegyptiaca är en tvåvingeart som först beskrevs av Villeneuve 1923.  Chetogena aegyptiaca ingår i släktet Chetogena och familjen parasitflugor. Inga underarter finns listade i Catalogue of Life.